# Txomin Juaristi
Txomin Juaristi Arrieta, né le 20 juillet 1995 à Markina-Xemein, est un coureur cycliste espagnol. Il évolue au sein de l'équipe Euskaltel-Euskadi.

## Biographie

### Carrière amateur
Txomin Juaristi vient au cyclisme vers l'âge de seize ans (seconde année cadets) sous l'impulsion d'un ami, lui-même cycliste et fils de l'ancien  professionnel Sabino Angoitia,. 
De 2014 à 2017, il court au sein de l'équipe Café Baqué-Conservas Campos, ensuite renommée Baqué-BH. Bon grimpeur, il se distingue dans le calendrier amateur basque en obtenant deux victoires et de nombreuses places d'honneur. Il termine également deuxième du Tour du Portugal de l'Avenir ou encore septième du championnat d'Espagne espoirs lors de sa dernière saison. 
En aout 2017, il rejoint l'équipe Euskadi Basque Country-Murias en tant que stagiaire. À l'issue de cette année, il est élu « cycliste biscayen de l'année », un titre ayant sacré plusieurs futurs cyclistes de renommée internationale comme Igor Antón ou Beñat Intxausti.

### Carrière professionnelle
Il passe finalement professionnel en 2018 au sein de la Fundación Euskadi, qui crée son équipe continentale. Lors du Trofeo Palma, il participe à une échappée et remporte les classements de la montagne et du combiné. 
En 2019, il se classe troisième d'une étape du Tour du Portugal, cinquième de la Klasika Primavera et sixième du Tour de l'Alentejo. L'année suivante, il obtient pour meilleur résultat une vingt-deuxième place sur la Classic de l'Ardèche. 

## Palmarès et résultats

### Palmarès amateur
| - 2012 - 2e du championnat de Biscaye sur route juniors - 2013 - Champion du Pays basque du contre-la-montre juniors - Champion de Biscaye sur route juniors - 2016 - Antzuola Saria - 2017 - Trophée Eusebio Vélez - 2e du Tour du Portugal de l'Avenir - 2e du Torneo Lehendakari - 3e de l'Ereñoko Udala Sari Nagusia - 3e de la Subida a Gorla - 3e du San Gregorio Saria - 3e de l'Antzuola Saria - 3e du Circuito Sollube - 3e du San Bartolomé Saria | - 2018 - Tour de Lleida : - Classement général - 2e étape |  |

### Palmarès professionnel
- 2023
  - 10e étape du Tour du Portugal (contre-la-montre)
  - 2e du Tour du Portugal
- 2025
  - 2e du Tour des Asturies

### Résultats sur les grands tours

#### Tour d'Espagne
1 participation
- 2024 : abandon (20e étape)

### Classements mondiaux
| Année                                 | 2017  | 2018  | 2019  | 2020  | 2021  | 2022 | 2023 | 2024 |
| ------------------------------------- | ----- | ----- | ----- | ----- | ----- | ---- | ---- | ---- |
| Classement mondial                    | 1509e | 2314e | 1017e | 1503e | 2339e | 970e | 548e | 759e |
| UCI Europe Tour                       | 965e  | 1551e | 732e  | 1121e | 1561e | 706e | nc   | nc   |
|                                       |       |       |       |       |       |      |      |      |
| Légende : nc = non classéSource : UCI |       |       |       |       |       |      |      |      |